# 紫金県
紫金県（しきんけん）は中華人民共和国広東省河源市に位置する県。

## 歴史
1569年（隆慶3年）、明により永安県が設置された。1914年に紫金県と改称され現在に至る。

## 行政区画
下部に18鎮を管轄する
- 紫城鎮、竜窩鎮、九和鎮、上義鎮、藍塘鎮、鳳安鎮、義容鎮、古竹鎮、臨江鎮、柏埔鎮、黄塘鎮、敬梓鎮、水墩鎮、南嶺鎮、蘇区鎮、瓦渓鎮、好義鎮、中壩鎮

## 交通

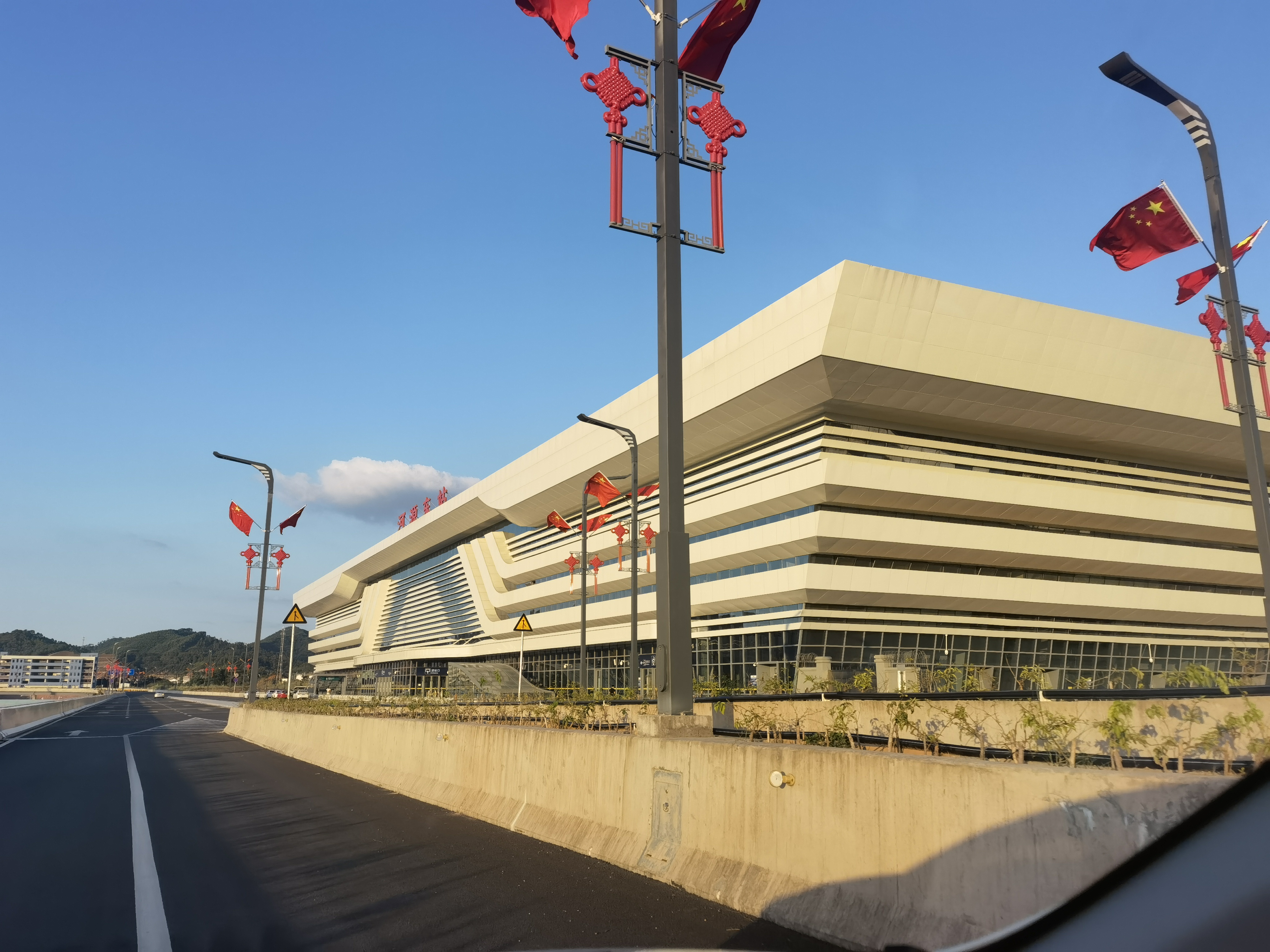
河源東駅

### 鉄道
- 贛深旅客専用線（中国語版）
  - 河源東駅

### 道路
- 高速道路
  -  済広高速道路
  -  広竜高速道路（中国語版）